# Мэлис в Лалаленде
«Мэлис в Лалаленде» (англ. Malice in Lalaland) — американский порнографический фильм режиссёра Лью Ксайфера, снятый в стиле роуд-муви.

## Сюжет
Мэлис сбегает из мрачной клиники с помощью коротышки в костюме кролика. Доктор Куини, возглавляющая учреждение, отправляет в погоню за ней своего верного подчинённого Джека Джаббовски.
Девушка оказывается готова на всё ради своего спасения. Сексуальное вознаграждение не является исключением. Мэлис находит убежище на съёмках порнографического фильма, в котором согласна принять участие. Следом за ней на площадку приходят доктор со своим подручным. Внезапно появившийся Кролик убивает Джаббовски.
Сюжет фильма основан на «Алисе в Стране чудес» Льюиса Кэрролла, отсылки к которому очевидны и появляются на протяжении всего действия.

## В ролях
- Саша Грей в роли Мэлис
- Грязный Фред в роли Джека Джаббовски
- Энди Сан Димас в роли д-р Куини
- Кени Стайлс в роли Честера Кац
- Рон Джереми в роли Катера Пилц
- Кэгни Линн Картер в роли Мэри-Энн
- Феникс Мари в роли Лэйси
- Чейси Эванс в роли рабыни
- Крис Джонсон в роли морга #1
- Дэнни Маунтин в роли морга #2
- Алан Стэффорд в роли Билли
- Маккензи Пирс в роли стриптезёрши #1
- Джесси Капелли[исп.] в роли стриптезёрши #2
- Алисса Рис[исп.] в роли девушки в красной комнате #1
- Кристина Роуз в роли девушки в Красной комнате #2
- Джуэлз Вентура в роли кролика #1
- Сэди Уэст в роли кролика #2
- Томми Ганн в роли Теда #2
- Билли Глайд[англ.] в роли Тодда #2
- Дженна Пресли в роли королевы Лалаленда
- Дэмиен Натс в роли безумного телеведущего
- Ла Церсие в роли SM девушки
- Максвелл Уильямс в роли Тед Твид #1
- Боб Слейдон в роли Тодд Твид #1
- Мисс Маджента в роли медсестры
- Рой Круз в роли врача
- Люмакс в роли SM парня
- Таня Мун в роли миссис Твид
- Люб Ксайфер в роли байкера
- Ангел Си в роли администратора
- Стивен Пауэрс в роли кролика

## Список сцен
1. Энди Сан Димас, Чейси Эванс, Крис Джонсон и Дэнни Маунтин
2. Кэгни Линн Картер и Алан Стэффорд
3. Саша Грей и Кени Стайлс
4. Джесси Капелли и Маккензи Пирс
5. Алисса Рис, Кристина Роуз и Саша Грей
6. Джуэлз Вентура, Сэди Уэст и Кени Стайлс
7. Феникс Мари, Билли Глайд и Томми Ганн

## Производство
В августе 2009 года кинокомпания Miss Lucifer на сайте HarmonySocial был выпущен 42 секундный трейлер предстоящего фильма. Съемки фильма происходили в калифорнийской пустыне и Лос-Анджелесе, а сам фильм был снят на 35-мм киноплёнку. 13 апреля 2010 года состоялся релиз фильма.

## Награды и номинации
| Год  | Церемония  | Результат | Номинация                                                    | Получатель(-и)                                            | Примечания |
| ---- | ---------- | --------- | ------------------------------------------------------------ | --------------------------------------------------------- | ---------- |
| 2011 | XRCO Award | Номинация | Лучший релиз                                                 | н/д                                                       | [ 7 ]      |
| 2011 | XBIZ Award | Номинация | Художественный фильм года                                    | н/д                                                       | [ 8 ]      |
| 2011 | XBIZ Award | Номинация | Режиссер года - Индивидуальный проект                        | Лью Ксайфер                                               | [ 8 ]      |
| 2011 | XBIZ Award | Номинация | Актерская игра года - Женщина                                | Саша Грей                                                 | [ 8 ]      |
| 2011 | XBIZ Award | Победа    | Актерская игра года - Мужчина                                | Кени Стайлс                                               | [ 9 ]      |
| 2011 | XBIZ Award | Номинация | Сценарий года                                                | Лью Ксайфер                                               | [ 8 ]      |
| 2011 | XBIZ Award | Номинация | Лучшие спецэффекты                                           | н/д                                                       | [ 8 ]      |
| 2011 | XBIZ Award | Номинация | Лучшее художественное направление                            | н/д                                                       | [ 8 ]      |
| 2011 | XBIZ Award | Номинация | Лучшая операторская работа                                   | Файр Вумэн                                                | [ 8 ]      |
| 2011 | XBIZ Award | Номинация | Лучший монтаж                                                | Лью Ксайфер                                               | [ 8 ]      |
| 2011 | AVN Award  | Номинация | Художественный фильм года                                    | н/д                                                       | [ 10 ]     |
| 2011 | AVN Award  | Номинация | Лучший актёр второго плана                                   | Кени Стайлс                                               | [ 10 ]     |
| 2011 | AVN Award  | Номинация | Лучшая актриса второго плана                                 | Энди Сан Димас                                            | [ 10 ]     |
| 2011 | AVN Award  | Номинация | Лучшее несексуальное выступление                             | Грязный Фред                                              | [ 10 ]     |
| 2011 | AVN Award  | Номинация | Лучший секс втроём — девушки                                 | Саша Грей, Кристина Роуз и Алисса Рис                     | [ 10 ]     |
| 2011 | AVN Award  | Номинация | Лучшая пара, секс сцена                                      | Саша Грей и Кени Стайлс                                   | [ 10 ]     |
| 2011 | AVN Award  | Номинация | Лучшая сцена группового секса                                | Чейси Эванс, Энди Сан Димас, Крис Джонсон и Дэнни Маунтин | [ 10 ]     |
| 2011 | AVN Award  | Номинация | Лучший режиссёр — полнометражный фильм                       | Лью Ксайфер                                               | [ 10 ]     |
| 2011 | AVN Award  | Номинация | Лучшее художественное направление                            | н/д                                                       | [ 10 ]     |
| 2011 | AVN Award  | Номинация | Лучшая операторская работа                                   | Файр Вумен                                                | [ 10 ]     |
| 2011 | AVN Award  | Номинация | Лучшие дополнительные DVD-диски                              | н/д                                                       | [ 10 ]     |
| 2011 | AVN Award  | Победа    | Лучший монтаж                                                | Лью Ксайфер                                               | [ 11 ]     |
| 2011 | AVN Award  | Номинация | Лучший макияж                                                | Ла Церсие и Рэйчел Тунэл                                  | [ 10 ]     |
| 2011 | AVN Award  | Номинация | Лучший саундтрек                                             | н/д                                                       | [ 10 ]     |
| 2011 | AVN Award  | Номинация | Лучший сценарий — оригинальный                               | Лью Сайфер и Никки Хартэйк                                | [ 10 ]     |
| 2011 | AVN Award  | Номинация | Лучшие спецэффекты                                           | н/д                                                       | [ 10 ]     |
| 2011 | AVN Award  | Номинация | Лучшая онлайн маркетинговая компания — индивидуальный проект | н/д                                                       | [ 10 ]     |
| 2011 | AVN Award  | Победа    | Лучшая инновация в области упаковки                          | н/д                                                       | [ 11 ]     |
| 2011 | AVN Award  | Номинация | Остроумное название года                                     | н/д                                                       | [ 10 ]     |